# ChildRight
ChildRight Fund is een stichting die opkomt voor de rechten van het kind. De stichting werd in 1993 op initiatief van uitgever Theo Knippenberg opgericht door Nobellaureaat en econoom Jan Tinbergen en is gevestigd in Zundert. Tinbergen deed een oproep aan honderden Nobelprijswinnaars om zich in te zetten tegen de exploitatie van kinderen wereldwijd. In 1995 tekende honderden Nobelprijswinnaars onder wie Nelson Mandela, Desmond Tutu, Dalai lama, Michail Gorbatsjov en Lech Wałęsa een oproep aan alle regeringen om exploitatie te stoppen.
De stichting werkt samen met lokale organisaties in de diverse landen, waaronder: Burkina Faso, Cambodja, Sri Lanka en India om de rechten van de kinderen aldaar te behartigen.
ChildRight Worldwide, zoals de organisatie vanaf de oprichting heette, veranderde in 2004 haar naam in ChildRight Fund. De stichting begon in 2005 een rechtszaak om oud Officier van Justitie, Joost Tonino, alsnog te vervolgen voor het bezitten van kinderporno. Deze zaak kreeg landelijke bekendheid. Door het Openbaar Ministerie was indertijd besloten om Tonino niet te vervolgen wegens onvoldoende bewijs.
Op 23 augustus 2007 raadde het Centraal Bureau Fondsenwerving (CBF) de mensen aan "geen geld te geven aan ChildRight zolang de stichting de interne en administratieve organisatie niet op orde heeft", dit omdat de stichting op haar website onjuiste informatie geeft over de bestedingen van de donatiegelden en hierover aan het CBF onvoldoende inzicht kan bieden.
ChildRight Fund wordt ondersteund door 124 Nobelprijswinnaars, onder wie Nelson Mandela, dalai lama Tenzin Gyatso en Rigoberta Menchu. Op 3 september 2007 werd door het televisieprogramma Netwerk onthuld dat ChildRight niet actief wordt ondersteund door de Nobelprijswinnaars, waarvan zij melding maken op hun website. Dit is later door velen rechtgezet in een videostatement voor ChildRight.
In 2010 raakte ChildRight opnieuw in opspraak. Het bleek dat justitie en de politie Amsterdam-Amstelland al in 2007/2008 een onderzoek startte naar de handel en wandel van ChildRight. In 2016 werd oud-directeur Raymond C. veroordeeld tot een werkstraf van 240 uur en een voorwaardelijke celstraf van vier maanden voor verduistering van bijna 115.000 euro. C. was van 2004 tot 2006 directeur van ChildRight Fund. Miljonair Jacob Gelt Dekker was tot 2007 voorzitter van de raad van toezicht van ChildRight. In 2007 haakte hij af omdat hij vond dat het bestuur onvoldoende verantwoording aflegde.Terugkijkend vond hij dat hij te lang had gewacht met ingrijpen. 